# Fanyipal
Fanyipal (Фаніпаль, oroszul Фаниполь, lengyelül Fanyipol) város Fehéroroszország Minszki területének Dzjarzsinszki járásában.

## Külső hivatkozások
- Információk a városról és a járásról (oroszul) Archiválva 2015. április 13-i dátummal a Wayback Machine-ben
- Nevezetességek (oroszul)